# Madona de Casa Tempi
Madonna de  la Casa Tempi (en italiano Madonna Tempi) es una pintura del artista renacentista italiano Rafael Sanzio, que data de 1508. Es una pintura al óleo sobre tabla con unas dimensiones de 75 centímetros de alto y 51 cm de ancho. Se conserva en la Alte Pinakothek de Múnich, Alemania.
Esta Virgen con Niño fue pintada para la familia Tempi. Posteriormente, fue comprada por Luis I de Baviera, en 1829. Se encuentra entre las obras de Rafael ejecutadas después del contacto del pintor con el arte florentino.
La pintura expresa un fuerte sentimiento de ansiosa maternidad, enriquecido por una gran conciencia. La Virgen sostiene al Niño Jesús muy cerca de ella, y con gran ternura. Solo tiene ojos para él, pero el Niño mira al espectador, y de esta manera lo atrae a la escena íntima. El color rápidamente aplicado sobre el velo, donde la pintura ha sido modelada con pinceladas mientras aún estaba húmeda, muestra a Rafael usando materiales con mayor libertad que en sus pinturas sobre tabla precedentes. 
Las dos figuras están concebidas como un solo grupo, y este hecho domina el impacto visual de la escena. Los únicos elementos naturales son una tira de paisaje y el cielo azul claro en el fondo. El manto hinchado de la Virgen pretende indicar movimiento. La síntesis extrema de los campos de color indica la idealización de Rafael sobre el tema. Pero la necesidad del pintor de belleza formal y realidad emocional en el tema tratado se reconcilian sobre todo a través de la tierna relación entra la Madre y el Hijo.
- Datos: Q2535486
- Multimedia: Tempi Madonna / Q2535486